# Tommie Hoban
Thomas „Tommie“ Michael Hoban (* 24. Januar 1994 in Walthamstow) ist ein irischer Fußballspieler, der zuletzt beim FC Aberdeen unter Vertrag stand.

## Karriere

### Verein
Tommie Hoban wurde in Walthamstow, einem Stadtbezirk der britischen Hauptstadt London geboren. In seiner Jugend spielte er beim Londoner Verein FC Arsenal und etwa 30 km nördlich beim FC Watford. Am 7. Mai 2011 gab er für den damaligen Zweitligisten aus Watford sein Profidebüt gegen Preston North End, nachdem er für Martin Taylor eingewechselt worden war. Danach wurde Hoban von Februar bis April 2012 in die unterklassige Isthmian League an den FC Wealdstone verliehen. In Watford war Hoban in den folgenden Jahren Ergänzungsspieler. Einzig in den Zweitligaspielzeiten 2012/13 und 2014/15 kam er regelmäßig zum Einsatz. In der Saison 2016/17 war er an die Blackburn Rovers verliehen. Im Juli 2018 wurde der 24-Jährige zum FC Aberdeen nach Schottland verliehen.

### Nationalmannschaft
Tommie Hoban spielte von 2010 bis 2016 für den irischen Fußballverband in der U-17, U-19 und U-21-Nationalmannschaft.